# 1464.
◄ | 14. stoljeće | 15. stoljeće | 16. stoljeće | ►
◄ | 1430-ih | 1440-ih | 1450-ih | 1460-ih | 1470-ih | 1480-ih | 1490-ih | ►
◄◄ | ◄ | 1461. | 1462. | 1463. | 1464. | 1465. | 1466. | 1467. | ► | ►►
Arhitektura • Astronomija • Glazba • Knjige • Književnost • Kršćanstvo • Medicina • Pravo • Promet • Slikarstvo • Znanost

## Događaji
- U Dubrovniku dovršena izgradnja tvrđave Minčete.

## Vanjske poveznice
|  | Zajednički poslužitelj ima još gradiva o temi 1464. |